# Агафоново (Даниловский район)
Агафо́ново — деревня в Даниловском районе Ярославской области РФ. Вхолит в Даниловское сельское поселение.

## География
Находится на реке Ушлонка, в 33 км от Данилова

## Население
| 2007 | 2010 |
| ---- | ---- |
| 1    | →1   |

## Инфраструктура
Единственная улица деревни — Заводская.

## Транспорт
В 3 км от деревни проходит автомобильная дорога Череповец-Данилов.